# Comisión del 11-S
La Comisión Nacional sobre los ataques terroristas en los Estados Unidos (National Commission on Terrorist Attacks Upon the United States), también conocida como la Comisión del 11-S, fue establecida el 27 de noviembre de 2002 "para preparar un recuento completo de las circunstancias que rodearon a los Atentados del 11 de septiembre de 2001", incluyendo el estado de preparación para los ataques y la inmediata respuesta a ellos. El mandato de la Comisión también incluía la provisión de recomendaciones dirigidas a prevenir futuros ataques.
Presidida por
exgobernador de Nueva Jersey Thomas Kean, la comisión estaba conformada por cinco demócratas y cinco republicanos. Fue creada por el Congreso con un proyecto de ley convertido en ley por el presidente de los Estados Unidos George W. Bush. 
El informe final de la Comisión resultó extenso y estuvo basado en amplias entrevistas y testimonios. Su conclusión principal fue que las fallas de la Agencia Central de Inteligencia de los Estados Unidos (CIA) y de la Oficina Federal de Investigación (FBI) permitieron que ocurrieran los ataques terroristas y que si estas agencias hubieran actuado más sensata y agresivamente, los ataques podían haber sido potencialmente prevenidos.
Tras la publicación del informe final, la comisión cesó sus funciones el 21 de agosto de 2004. Fue la última investigación llevada a cabo por el gobierno federal sobre los eventos del 11 de septiembre, con la excepción del informe del Instituto Nacional de Estándares y Tecnología sobre el colapso del edificio World Trade Center 7. Muchos activistas del Movimiento por la verdad del 11-S criticaron a la Comisión del 11-S como un encubrimiento y apuntan a comentarios como los del codirector de la Comisión, Lee Hamilton, que sostuvo públicamente que la comisión "fue montada para fracasar", como evidencia de la necesidad de una nueva investigación sobre los atentados del 11 de septiembre.

## Historia
La Comisión Nacional de Ataques Terroristas contra los Estados Unidos fue establecida el 27 de noviembre de 2002 por el presidente George W. Bush y el Congreso de los Estados Unidos, con el ex secretario de Estado Henry Kissinger designado inicialmente para encabezar la comisión. Sin embargo, Kissinger renunció solo unas semanas después de su nombramiento, para evitar conflictos de intereses. El ex-senador estadounidense George Mitchell fue designado originalmente como vicepresidente, pero renunció el 10 de diciembre de 2002, por no querer romper los lazos con su bufete de abogados. El 15 de diciembre de 2002, Bush nombró al ex-gobernador de Nueva Jersey Tom Keanpara encabezar la comisión. En la primavera de 2003, la comisión tuvo un comienzo lento, necesitando fondos adicionales para ayudarla a cumplir con el día objetivo para el informe final, el 27 de mayo de 2004. A fines de marzo, la administración Bush acordó proporcionar un $9 millones adicionales para la comisión, aunque esto fue $2 millones menos de lo que solicitó la comisión. Las primeras audiencias se llevaron a cabo del 31 de marzo al 1 de abril de 2003 en la ciudad de Nueva York.